# Gare de Voves
Ne doit pas être confondu avec Gare de Vosves (Seine-et-Marne)
La gare de Voves est une gare ferroviaire française de la ligne de Brétigny à La Membrolle-sur-Choisille, située sur le territoire de l'ancienne commune de Voves, intégrée aux Villages Vovéens, dans le département d'Eure-et-Loir, en région Centre-Val de Loire.

## Situation ferroviaire
Elle est située au point kilométrique (PK) 99,003 de la ligne de Brétigny à La Membrolle-sur-Choisille.

## Histoire
La gare semble avoir été construite vers 1868. Sérieusement touchée lors des bombardements de 1944, un baraquement en bois la remplace jusqu'en 1953. En 1966, le train du Centenaire de la SNCF s'arrête à Voves.

## Fréquentation
De 2015 à 2021, selon les estimations de la SNCF, la fréquentation annuelle de la gare s'élève aux nombres indiqués dans le tableau ci-dessous.
| Année     | 2015   | 2016   | 2017   | 2018   | 2019   | 2020   | 2021   | 2022   | 2023   |
| --------- | ------ | ------ | ------ | ------ | ------ | ------ | ------ | ------ | ------ |
| Voyageurs | 27 688 | 27 529 | 33 236 | 34 200 | 42 483 | 26 418 | 29 780 | 48 557 | 54 012 |

## Service des voyageurs

### Desserte
La gare est desservie par des trains du réseau TER Centre-Val de Loire circulant entre Paris-Austerlitz et Châteaudun, certains étant prolongés à Vendôme, et par d'autres circulant entre Voves et Châteaudun, certains étant prolongés à Tours.

Depuis le 12 décembre 2016, les trains de ce réseau sont également à destination de Chartres, avec trois allers-retours du lundi au samedi et deux le dimanche,.